# Carmina Belmonte Useros
Carmina Belmonte Useros (n. Albacete, 1950) és una política i professora universitària espanyola membre del Partit Socialista Obrer Espanyol (PSOE), alcaldessa d'Albacete entre 1991 i 1995. Va ser la primera dona a ocupar l'alcaldia d'una capital de província espanyola després de la Transició a la democràcia.
Llicenciada en Filosofia i Lletres per la Universitat de València i doctora en Pedagogia, és professora de la Facultat d'Educació d'Albacete de la Universitat de Castella-la Manxa. És filla de l'etnògrafa Carmina Useros i germana de la soprano Elisa Belmonte. Està casada i té dos fills.
A les eleccions del 26 de maig de 1991, es va presentar a alcaldessa d'Albacete com a independent en la candidatura del PSOE, càrrec pel qual va competir amb el candidat del PP, José Ramón Remiro Brotons, a les quals no es presentava l'anterior alcalde (José Jerez Colino, del PSOE). El PSOE va guanyar les eleccions, obtenint majoria absoluta (14 regidors), enfront dels 10 regidors del PP i els 3 de IU. D'aquesta manera, Carmina Belmonte es va convertir en la primera alcaldessa de capital de província de Espanya triada en eleccions.